# Lost for Words
Lost for Words è un brano musicale della progressive rock band inglese Pink Floyd, contenuto nell'album The Division Bell e scritto da David Gilmour (arrangiamento e testo) e Polly Samson (testo).
Il brano è stato anche pubblicato come singolo promozionale dell'album The Division Bell: venne distribuito negli USA dall'etichetta discografica Columbia Records.
Il cd singolo contiene due versioni del brano: una clean version ed una album version. L'unica differenza è che, nella prima versione, una parolaccia viene coperta da un bip.

## Formazione
- David Gilmour - voce, chitarra acustica, chitarra elettrica
- Richard Wright - tastiera
- Nick Mason - batteria, percussioni
- Jon Carin - tastiera, programmatore
- Guy Pratt - basso elettrico